# Giada Colagrande
Giada Colagrande (Pescara, 16 ottobre 1975) è una regista, attrice e sceneggiatrice italiana con cittadinanza statunitense.

## Biografia
Compie gli studi superiori tra Svizzera, Italia e Australia, e nel 1995 si trasferisce a Roma, dove comincia a fare videoarte e documentari sull'arte contemporanea. Dal 1997 al 2000 partecipa al progetto d'arte contemporanea VOLUME, per cui gira video su Jannis Kounellis, Alfredo Pirri, Bernhard Rüdiger, Nunzio, Raimund Kummer, Gianni Dessì, Maurizio Savini e Sol Lewitt, e gira tre cortometraggi: Carnaval (1997), Fetus - Quattro porta morto (1999), e N. 3 (2000).
Nel 2001 scrive, dirige e interpreta il suo primo lungometraggio, Aprimi il cuore. Presentato alla Mostra del Cinema di Venezia 2002, il film partecipa successivamente a numerosi altri festival internazionali del cinema, tra i quali, in concorso, il Tribeca Film Festival 2003 (New York), e Paris Cinéma 2003, dove riceve il Prix de l'Avenir. Colagrande è stata inoltre nominata ai Nastri d'Argento 2003 nella categoria miglior regista esordiente. Aprimi il cuore è stato distribuito in Italia da Lucky Red e negli Stati Uniti da Strand Releasing.
Del 2005 è il secondo lungometraggio Before it Had a Name, scritto e interpretato insieme a Willem Dafoe. Presentato alla Mostra del Cinema di Venezia 2005, al festival di San Sebastián e ad altri festival internazionali, viene distribuito in USA, in Italia e internazionalmente da Millennium con il titolo Black Widow. Nel 2010 scrive e dirige il suo terzo film Una donna - A Woman, con Willem Dafoe, Jess Weixler e Stefania Rocca. Anch'esso viene presentato alla Mostra del Cinema di Venezia 2010 e a tanti altri festival internazionali del cinema.
Nel 2012 realizza The Woman Dress, terzo cortometraggio della serie The Miu Miu Women's Tales, un progetto PRADA, e completa il film Bob Wilson's Life & Death Of Marina Abramovic, un documentario su un'opera di Robert Wilson, tratta dalla biografia di Marina Abramović, con Willem Dafoe, Antony Hegarty e la stessa Abramović. Entrambi i film vengono presentati alla Mostra del Cinema di Venezia dello stesso anno. Bob Wilson's Life & Death Of Marina Abramović viene poi proiettato al MoMA di New York e al Museo del Louvre di Parigi. Nel 2013 anche il film The Abramovic Method, che continua la sua collaborazione con la performance artist Marina Abramović, viene presentato alla Mostra del Cinema di Venezia e continua a essere mostrato in vari musei d'arte contemporanea in giro per il mondo.
Nel 2016 scrive, dirige e interpreta Padre, con Franco Battiato, Willem Dafoe e Marina Abramović. Presentato in anteprima mondiale al Festival Internazionale del Cinema di Morelia (Messico) il film partecipa a numerosi altri festival del cinema e viene distribuito in diversi paesi, dal Messico alla Cina agli USA. Una retrospettiva del suo lavoro viene realizzata nel 2017 dal Lucca Film Festival e nel 2018 dal Roxy Cinema Tribeca di New York. Come attrice, Colagrande ha anche recitato nel Pasolini di Abel Ferrara (2014) e nel corto di Wes Anderson Castello Cavalcanti (2014). Nel 2017 Colagrande esordisce come cantante e autrice di testi e musiche nel progetto The Magic Door, creato insieme ad Arthuan Rebis e Vincenzo Zitello. Nel 2023 inizia la sua carriera musicale solista, come cantautrice e compositrice, con lo pseudonimo AGADEZ. Il suo primo disco è QUEENDOMS (2024), a cui segue Queendoms Unplugged (2025), primo frutto dell'incontro e della collaborazione con Antonio Forcione, compositore e chitarrista di fama internazionale.

## Vita privata
Il 25 marzo 2005 sposa l'attore Willem Dafoe, conosciuto a Roma durante le riprese del film Le avventure acquatiche di Steve Zissou di Wes Anderson.

## Filmografia

### Regista e sceneggiatrice
- Aprimi il cuore (2002)
- Black Widow (Before It Had a Name) (2005)
- Una donna - A Woman (A Woman) (2010)
- Padre (2016)

### Attrice
- Aprimi il cuore (2002)
- Black Widow (Before It Had a Name) (2005)
- Castello Cavalcanti, regia di Wes Anderson — cortometraggio (2014)
- Pasolini, regia di Abel Ferrara (2014)
- Padre (2016)

### Cortometraggi e documentari
- Volume (7 ritratti di artisti contemporanei) — documentario (1997/99)
- Carnaval — cortometraggio (1998)
- Fetus - Quattro porta morto — cortometraggio (1999)
- N. 3 — cortometraggio (2000)
- The Woman Dress — cortometraggio (2012)
- Bob Wilson's Life & Death of Marina Abramović — documentario (2012)
- The Abramović Method — documentario (2013)